# Colin Campbell (piłkarz argentyński)
Colin Campbell (ur. 10 lutego 1883 w Buenos Aires – zm. 21 maja 1972 w Buenos Aires) – argentyński piłkarz, grający podczas kariery na pozycji obrońcy.

## Kariera klubowa
Colin Campbell podczas kariery piłkarskiej występował w klubie CA Estudiantes.

## Kariera reprezentacyjna
Jedyny raz w reprezentacji Argentyny Campbell wystąpił 6 października 1907 w wygranym 2-1 meczu z Urugwajem, którego stawką była Copa Newton.